# Kristel Marbach
Kristel Marbach est une joueuse suisse de volley-ball née le 14 novembre 1988 à Guin, dans le canton de Fribourg. Elle mesure 1,81 m et joue au poste de passeuse. Elle est internationale suisse.

## Clubs
| Club                          | De        | À         |
| ----------------------------- | --------- | --------- |
| TSV Düdingen                  | 2001-2002 | 2002-2003 |
| VBC Volley-Sense              | 2003-2004 | 2003-2004 |
| TSV Düdingen                  | 2004-2005 | 2004-2005 |
| Volleyball Franches-Montagnes | 2005-2006 | 2008-2009 |
| Volley Köniz                  | 2009-2010 | 2011-2012 |
| VBC Voléro Zurich             | 2012-2013 | 2012-2013 |
| TSV Düdingen                  | 2013-2014 | …         |

## Palmarès
- Championnat de Suisse (1)
  - Vainqueur : 2013
  - Finaliste : 2006, 2010
- Coupe de Suisse (1)
  - Vainqueur : 2013